# Penelope Mortimer
 (septembre 2013).
Si vous disposez d'ouvrages ou d'articles de référence ou si vous connaissez des sites web de qualité traitant du thème abordé ici, merci de compléter l'article en donnant les références utiles à sa vérifiabilité et en les liant à la section « Notes et références ».
Pour les articles homonymes, voir Mortimer.
Penelope Mortimer, née Penelope Fletcher (19 septembre 1918 - 19 octobre 1999), est une auteure, journaliste et biographe britannique.
Parmi ses ouvrages traduits en français, on trouve Le Mangeur de citrouilles (The Pumpkin Eater), qui a été adapté au cinéma par Jack Clayton avec un scénario d'Harold Pinter.

## Biographie
Peneloe Ruth Fletcher est née à Rhyl, dans le Flintshire (actuel Denbighshire), au pays de Galles.
Elle est la plus jeune fille de Amy Caroline Fletcher et du révérend A. F. G. Fletcher, un pasteur anglican qui l'a sexuellement abusée de ses 8 à ses 17 ans.
Enfant, elle change fréquemment d'école en suivant les déplacements de son père d'une paroisse à l'autre. Elle passe un an à l'University College de Londres.
En 1937, elle épouse Charles Dimont, un journaliste avec qui elle a deux filles dont l'actrice Caroline Mortimer. Elle a deux autres filles issues de relations extraconjugales avec Kenneth Harrison et Randall Swingler.
Le 27 août 1949, jour même où son divorce d'avec Charles Dimont est prononcé, elle épouse John Mortimer, avec qui elle a deux enfants, dont Jeremy Mortimer.
En 1962, alors qu'elle est enceinte pour la huitième fois, elle décide d'avorter et de se faire stériliser,. C'est également l'année où elle publie Le Mangeur de citrouilles.
Penelope et John Mortimer divorcent en 1971.
Penelope Mortimer meurt en octobre 1999 à Londres, des suites d'un cancer.

## Œuvres
Penelope Mortimer a écrit une douzaine de romans se concentrant sur la vie de la bourgeoise anglaise.
Elle a écrit son roman Johanna (1947) sous le nom de Penelope Dimont, mais le reste de son œuvre est signé Penelope Mortimer. On lui doit notamment A Villa in Summer (1954) et Daddy's gone A-Hunting (1958).
Elle est également journaliste free-lance et signe des articles dans le The New Yorker et le The Sunday Times. Elle écrit pour le Daily Mail sous le pseudonyme d'Ann Temple.
Elle écrit des critiques cinéma pour The Observer ainsi que des scénarios.
A la demande de Macmillan, elle écrit une biographie de Elizabeth Bowes-Lyon, Queen Elizabeth : a portrait of the Queen Mother, mais l'ouvrage ne sera publié qu'en 1986 par Viking.
Penelope Mortimer a écrit une autobiographie en trois volumes dont seuls les deux premiers (About Time : An Aspect of Autobiography et About Timt Too : 1940-1978) ont été publiés, respectivement en 1979 et 1993. Le premier tome lui permet de remporter le Whitbread Prize. Le dernier tome, Closing Time, n'a encore jamais été publié.

### Romans
- Johanna (1947, sous le nom de Penelope Dimont)
- A Villa in Summer (1954)
- The Bright Prison (1956)
- Daddy's Gone A-Hunting (1958)
- Le Mangeur de citrouilles (1962)
- My Friend Says It's Bulletproof (1968)
- The Home (1971)
- Long Distance (1974)
- The Handyman (1983)

### Nouvelles
- Saturday Lunch with the Brownings (1960)
- Humphrey's Mother [réf. nécessaire]

### Autobiographies
- About Time: An Aspect of Autobiography (1979)
- About Time Too: 1940–78 (1993)

### Biographies
- Queen Elizabeth: A Portrait of the Queen Mother (1986), (la réédition de 1995 porte le sous titre : An Alternative Portrait of Her Life And Times).

### Récits de voyages
- With Love and Lizards (1957), co-écrit avec son mari John Mortimer

### Scénarios
- Bunny Lake a disparu (1965), co-écrit avec John Mortimer[6]
- Portrait of a Marriage (1990), BBC television adaptation of Portrait of a Marriage by Nigel Nicolson